# Malahara
Malahara ist ein Dorf in der osttimoresischen Gemeinde Lautém.

## Geographie und Einrichtungen
Malahara liegt im Nordwesten der Aldeia Malahara (Suco Muapitine, Verwaltungsamt Lospalos), nah dem Südufer des Ira Lalaro, Osttimors größter See. Bis 2015 gehörte das Gebiet noch zum Suco Mehara (Verwaltungsamt Tutuala). Im Ort stehen die Kapelle São Domingos Savio und eine Grundschule.